# Rassemblement des populations tahitiennes
Le Rassemblement des populations tahitiennes (RDPT) était un parti politique de Polynésie française, fondé en octobre 1947 par Pouvanaa Oopa et Jean-Baptiste Céran-Jérusalémy, qui domine la vie politique locale jusqu'en 1958 et est déterminant jusqu'à sa dissolution en 1963. Considéré comme un parti indépendantiste, proche du Parti communiste, son objectif déclaré est alors d'obtenir l'autonomie. En septembre 1958, au moment du référendum sur la constitution de la Ve République, le RDPT subit une scission entre :
- indépendantistes comme Pouvanaa Oopa ;
- autonomistes comme Jean-Baptiste Céran-Jérusalémy.

Pouvanaa Oopa, député sous la IVe République, est incarcéré (1959-1966) au début de la Ve République. John Teariki lui succède comme député (1961-1967). Le 5 novembre 1963, le RDPT est dissous, et remplacé en 1965 par le Here ai’a. Lors du décès d'Oopa en 1977, ce parti s'est transformé en Front de libération de la Polynésie.